# Тінен Кама
Кама Тінен (яп. 知念カマ Чінен Кама; 10 травня 1895 року, Окінава, Японська Імперія — 2 травня 2010 року, Нанджьо, Окінава, Японія) — японська супердовгожителька з острова Окінава, найстаріша повністю верифікована нині жива людина в світі з 11 вересня 2009 року до моменту своєї смерті. Отримала цей титул після смерті американської довгожительки Гертруди Бейнс.

## Життєпис
Про найстарішу мешканку планети не повідомлялося будь-яких інших фактів, крім цієї обставини і того, що все життя вона провела на острові Окінава.
Кама Тінен померла о 16:40 2 травня 2010 року в Нанджьо, Окінава, Японія. Їй було 114 років і 357 днів. Після її смерті найстарішою повністю верифікованою нині живою людиною в світі стала француженка Ежені Бланшар, а найстарішою людиною Японії Чійоно Хасеґава.

## Рекорди довголіття
- 5 квітня 2008 року, після смерті Каку Яманакі, Кама Тінен у віці 112 років і 331 дня стала найстарішою нині живою японкою.
- 22 листопада 2008 року у віці 113 років і 133 днів вона увійшла в топ-100 найстаріших повністю верифікованих людей в світі.
- 11 вересня 2009 року, після смерті американки Гертруди Бейнс, Кама Тінен у віці 114 років і 124 днів стала найстарішою повністю верифікованою нині живою людиною в світі.
- 6 квітня 2010 року, після смерті американської довгожительки Неви Морріс, Кама Тінен у віці 114 років і 331 день стала останньою живою людиною, що народилася в 1895 році.